# Helius (Helius) acanthostyla
Helius (Helius) acanthostyla is een tweevleugelige uit de familie steltmuggen (Limoniidae). De soort komt voor in het Neotropisch gebied.